# Имеретинский Царский Дом
Имеретинский Царский Дом — название образовавшейся в 1490 году после распада единого грузинского царства династии Багратионов ветви, царствовавшей в Имеретии. Выделяется эта ветвь царского дома Грузии тем, что в ней допускалось престолонаследие через бастардов.Нынешний глава — Ираклий Давидович Багратион-Гванкители.

## Предыстория
Единогласное решение царского совета 1490 г. заключалось в том, чтобы признать официальное разделение Грузинского царства — созданного 480 лет назад Багратом III — на три царства и одно княжество: царства Картли, Кахети, Имерети и княжество Самцхе.
Следуя решению Дарбази (царского совета) Константин II заключил мирные договоры в 1491 году с Александром I, Кваркваре II и Александром II.
Официально Грузия распалась и стала нацией трех царств и одного крупного княжества.
Такая ситуация сохранялась вплоть до начала XIX века, а затем Грузия была частично аннексирована Российской империей.

## Возникновение Имеретинского Царского Дома и его история

Имеретинское царство около 1535-1545 годов

Имеретия окончательно становится самостоятельным царством в 1484 году, при царе Александре II. Князья-тавади и мтавари-владетели Гурии, Сванетии, Мегрелии и Абхазии слабо повиновались центральной власти.
Османская Империя, пользуясь междоусобицами, подчинила себе многие мелкие государственные образования на территории западного Закавказья.
В начале XVII века Имеретинское царство впервые обратилось за помощью к единоверной России. В 1621 году царь Георгий III Имеретинский и владетель Гурии Мамия Гуриели просили покровительства у русского царя Михаила Федоровича. Посольство было хорошо принято в Москве, но конкретную помощь Имеретии оказать Россия тогда не смогла. Между тем, османы продолжали теснить имеретинские войска, и когда в 1691 году царь Александр IV присягнул на подданство России, турки овладели столицей его царства, Кутаиси.
Усилению царской власти в Имеретии препятствовали и многочисленные династические кризисы.

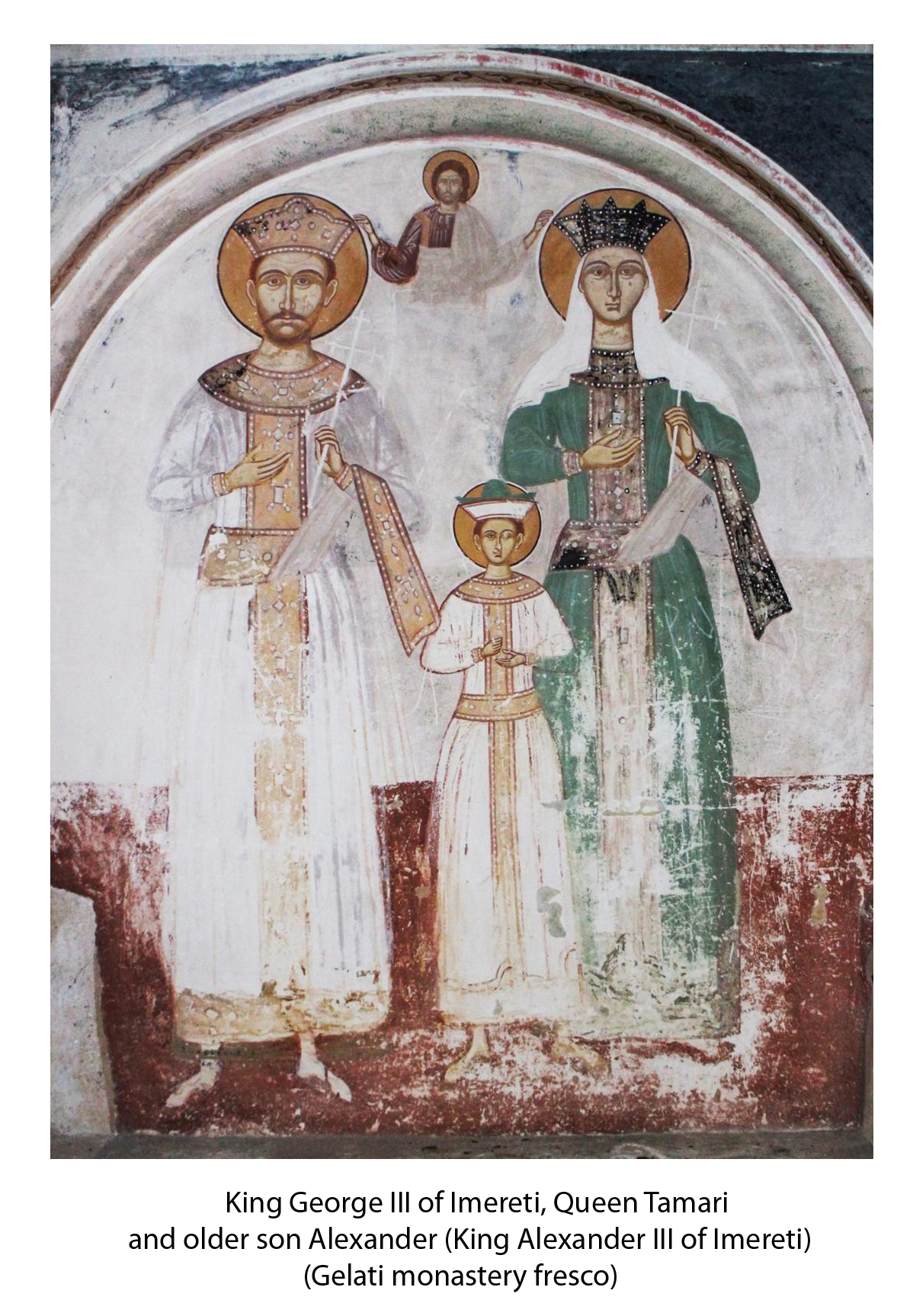
Георгий III, царь Имеретинский

Отсутствие у многих царей законного потомства обостряло борьбу за престол. И хотя (очевидно, под влиянием обычаев, существующих в соседних мусульманских странах) внебрачные сыновья царей нередко пользовали правами членов династии и занимали трон (при отсутствии законных наследников), подобные ситуации вдохновляли других претендентов. В XVII — начале XVIII веков в Имеретии царствовали не только имеретинские Багратионы, но и картлийские царевичи, и даже местные крупные феодалы из благородного дома Гуриели.
В конечном итоге на престоле Имеретии с начала восемнадцатого века утвердились потомки царя Георгия VII, внебрачного сына царя Александра V (который также был внебрачным сыном царя Баграта V Слепого). Царская власть сумела усилиться лишь при царе Соломоне I Великом (1752—1784). В 1757 году он нанес тяжелое поражение турецким войскам на Хресильском поле. В 1759 году по его инициативе была запрещена работорговля под страхом смертной казни.
Имеретинское царство активно участвовало в Русско-турецкой войне 1768—1774 годов, в результате которой турки были изгнаны из имеретинских крепостей. Соломону I удалось подчинить непокорных феодалов и укрепить свое влияние в Гурии и Мегрелии. С 1774 года западная Грузия официально перестала быть данником Османской империи. 
Незадолго до своей смерти, Соломон I, по примеру царя Картли и Кахети Ираклия II, Соломон I просил принять Царство Имеретинское под свое покровительство. После смерти Соломона I престол занимал его двоюродный брат, Давид II (1784—1789), а затем его племянник, Соломон II (1789—1810), ставший последним имеретинским царем.
Вскоре после аннексии Россией Картли-Кахетинского царства, Соломон II обратился к императору Александру I с просьбой принять Имеретию под русский протекторат. 25 апреля 1804 года был подписан соответствующий договор. Однако вскоре царь Соломон ощутил стремление русского правительства поступить с Имеретией так же, как и с Картли-Кахетинским царством. Попытки дипломатическим путем убедить Петербург соблюдать условия договора 1804 года (Элазнаурского трактата) ни к чему не привели. Стремление Соломона II сохранить самостоятельность царства и его контакты с турками ускорили развязку его царства.

В Кутаиси вступил тысячный русский отряд. Царь бежал в неприступные горы верхней Имеретии, где потребовал от России вывода войск, и где он вступил в контакты с враждебными ей державами (и даже с Наполеоном).

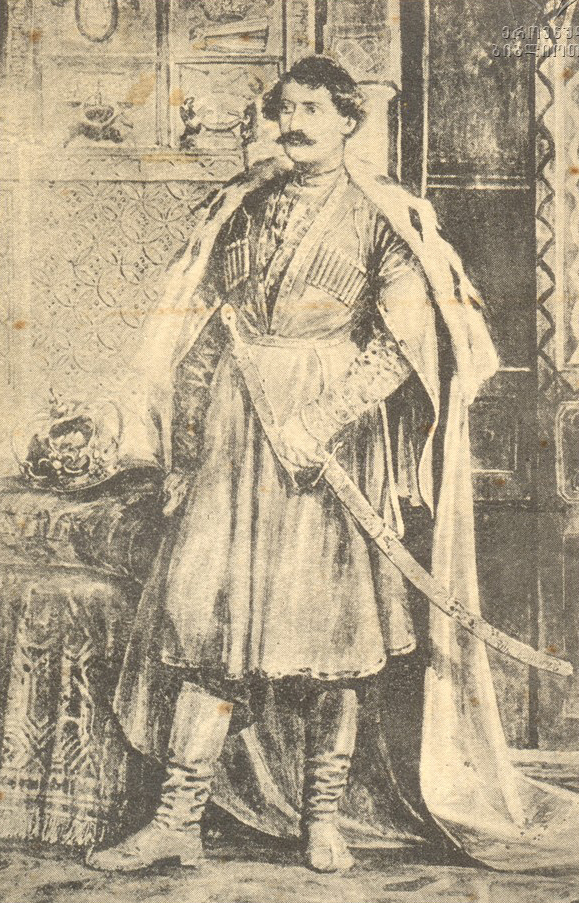
Соломон II, последний царь Имеретинский

Затем он согласился прибыть на переговоры под давлением на его окружение главнокомандующим Павлом Цициановым, где был вероломно захвачен в плен и вывезен в Тбилиси. Предполагалось отправить царя в Петербург, но 11 мая 1810 года Соломон II сумел бежать из под стражи и укрылся в турецких владениях Ахалцихе, а затем бежал в Трапезунд, где и скончался в 1815 году. До конца своих дней пытался он восстановить суверенитет царства Имеретинского, но безуспешно.
Имеретинский Царский дом разделил судьбу Кахетинского Царского Дома. В 1810 году в Петербург были вынуждены отправиться вдова Давида II царица Анна Матвеевна и ее сын царевич Константин Давидович с супругой. В 1811 году была выслана в Россию скрывавшаяся в Мегрелии царица Мария Кациевна, супруга Соломона II. За помощь, оказываемую мужу, царицу содержали в строгой изоляции в Воронеже, и только шесть лет спустя ей было разрешено переехать в Москву, а затем в Петербург. В русскую столицу отправились и сыновья царевича Георгия Александровича, внука Соломона I, Александр и Дмитрий Георгиевичи вместе с их матерью царевной Дареджан.
Еще при установлении протектората над Имеретинским царством Государственный Совет Российской Империи 12 сентября 1804 года постановил, что вдова царя Давида II, Анна, пожизненно сохранит титул царицы, а его сыновья — титул царевичей. Постановление это 26 марта 1812 года было подтверждено Комитетом министров с тем, однако, чтобы внуки Давида II и их потомки носили титул не царевичей, а князей. Высочайше утвержденным 20 июня 1865 года мнением Государственного Совета внукам Давида II, происходящим от его законного брака с царицей Анной, были предоставлены фамилии и титул светлейших князей Имеретинских.
Дети царевича Ростома, внебрачного сына Давида II, получили фамилию и титул князей Давидовых-Багратионовых (не путать с кахетинскими князьями Багратион-Давыдовыми).  
Княжеский титул был признан и за другими линиями потомства царя Александра V, а на основании постановления 1865 года позже две ветви рода имеретинских царей получили и титул светлейших князей. От сына царя Соломона I царевича Александра и его внебрачного сына Георгия Александровича происходят князья (с 1876 г. светлейшие князья) Багратион-Имеретинские, от брата Соломона I царевича Баграта — князья (с 1881 г. светлейшие князья) Багратион (потомки внебрачного сына Баграта, Симона, в России не признанные в княжеском достоинстве).

## Ветви Имеретинских Багратионов и сроки их правления

### Цари Имеретии из потомства Давида-Нарина
- Давид I (1258–1293)
- Константин I (1293–1326)
- Михаил (1326–1329)
- Баграт I (1329–1330)
- Вакантно (1330–1387)
- Александр I (1387–1389)
- Георг I (1389–1392)
- Вакантно (1392–1396)
- Константин II (1396–1401)
- Деметре I (1401–1455), признанный герцогом только Александром I Грузинским.

#### Цари Имеретии, потомство царя Грузии Константина I
- Деметре II (1446–1452)
- Баграт II (1463–1478)
- Александр II (1478–1510)
- Баграт III (1510–1565)
- Георгий II (1565–1585)
- Леван (1585–1588)
- Ростом (1588–1589, 1590–1605)
- Баграт IV (1589–1590)
- Георг III (1605–1639)
- Александр III (1639–1660)
- Баграт V Слепой (1660–1661, 1663–1668, 1669–1678, 1679–1681)
- Арчил (1661–63, 1678–79, 1690–91, 1695–96, 1698)
- Деметре (1663–1664)
- Александр IV (1683–1690, 1691–1695)
- Свимон (1699–1701)
- Георгий VII (1707–11, 1712–13, 1713–16, 1719–1720)
- Александр V (1720–1741, 1741–1746, 1749–1752)
- Георгий IX (1741 г.)
- Мамука (1746–1749)
- Соломон I (1752–1766, 1768–1784)
- Теймураз (1766–1768)
- Давид II (1784–1789, 1790–1791)
- Соломон II (1789–1790, 1792–1810)

## Современный глава
Аннексировав Имеретию, Императоры Всероссийские, между тем, никогда не принимали титула царей Имеретинских. В собственно Имеретинском Доме Багратионов династическая ситуация представляется весьма запутанной, так как в XVIII веке наследование престола в Имеретии шло не по прямой мужской линии — старший сын царя Александра V (1720—1752) царь Соломон I (1752—1784) назначил своим преемником не своего внука царевича Георгия Александровича (ум. 1807), брак отца которого не был признан церковью, и не своего среднего брата царевича Баграта V (ум. 1800), а сына своего младшего брата царевича Арчила (ум. 1775) Давида, воцарившегося как Соломон II. Права Соломона II оспаривал его двоюродный дядя Давид II (1782—1792) — племянник Александра V. Соломон II, последний реально правивший царь Имеретии, умер 7 февраля 1815 года в изгнании в Турции, не оставив потомства.

### Главы Царского Дома Имеретии (по линииДавида IIиСоломона II)
Не имея потомства, Соломон II признал своим наследником своего троюродного брата Константина, сына и наследника (с 11 января 1795) царя Давида II. В России потомки Константина Давидовича носили титул светлейших князей Имеретинских (с 20 июня 1865 года):
1. 7 февраля 1815 — 3 мая 1844: Константин (I) Давидович
2. 3 мая 1844 — 15 декабря 1885: Константин (II) Константинович, его сын
3. 15 декабря 1885—1888: Михаил Константинович, его сын,
4. 1888 — 26 марта 1932: Георгий (X) Михайлович, его сын,
5. 26 марта 1932 — 24 марта 1972: Георгий (XI) Георгиевич, его сын,
6. 24 марта 1972 — 20 ноября 1978: Константин (III) Георгиевич, его брат и последний мужской представитель этой ветви.

Главой этой ветви с 20 ноября 1978 является Тамара Михайловна Имеретинская, его племянница.

### Главы Царского Дома Имерети (по линииСоломона I)
Династически старшая линия Имеретинских Багратиони с 1784 года. В России её представители носили титул светлейших князей Багратион-Имеретинских (с 20 июня 1865 года).
1. 23 апреля 1784 / 7 февраля 1815 — 5 февраля 1862: Александр (VI) Георгиевич, правнук Соломона I и внук двоюродного брата Соломона II
2. 5 февраля 1862 — 17 ноября 1880: Александр (VII) Дмитриевич, его племянник
3. 17 ноября 1880 — после 1901(1943?): Александр (VIII) Александрович, его сын

и далее к потомству Баграта — среднего сына Александра V — в лице Давида Александровича (см. ниже).

### Главы Царского Дома Имерети (по линииБаграта V)
Династически вторая линия Имеретинских Багратиони с 1784 года. В России её представители носили титул светлейших князей Багратион (с 20 июня 1865 года).
1. 23 апреля 1784 — 1800: Баграт V
2. 1804 / 7 февраля 1815 — 1 сентября 1820: Давид (III) Багратович, его сын, двоюродный брат Соломона II
3. 1 сентября 1820 — 9 мая 1869: Иван (I) Давидович, его сын
4. 9 мая 1869 — 7 февраля 1895: Александр (VI) Иванович, его сын
5. 7 февраля 1895 — 30 сентября 1937: Давид (IV) Александрович, его сын и последний мужской представитель этой ветви (расстрелян)[2].

Главой этой ветви 30 сентября 1937 — март 2008: являлась Нино Давидовна (1915-2008), его дочь. Так как в Имеретии допускалось наследование по незаконной линии, то теоретически, главенство, уже после смерти Давида Александровича, могло отойти к Свимону Ростомовичу Багратиони, происходившему из рода, признанного в 1850 году в Российской Империи только в дворянском достоинстве, праправнуку Свимона Багратовича, побочного брата вышеуказанного Давида Багратовича. 
После пресечения в 1978 году в мужском поколении всех прочих ветвей Имеретинских Багратиони, данная ветвь становится единственной мужской в этом доме:
1. 30 сентября 1937 — 1951: Свимон Ростомович
2. 1951 / 20 ноября 1978 — 2013: Ираклий Григолович, его племянник,
3. 2013 — 2017: Давид (V) Ираклиевич (р. 1948), его сын (уступил главенство своему сыну),
4. c 2017: Ираклий Давидович (р. 1982), его сын.

Современным главой этой ветви династии Багратионов является Ираклий Багратиони, родившийся в 1982 году в село Гванкити Терджольского муниципалитета в Имеретии. 
Важно также учесть, что линия Ираклия Багратиони является дворянской, то есть, носит титул азнаури, что ставит их ниже ныне угасшей царской линии Имеретинской, пресекшейся в мужском колене в 1937 с расстрелом большевиками Давида Александровича Багратиони, после этого род окончательно пресечется в женском колене с кончиной Нино Багратион-Имеретинской в 2008 году, которая в 2006 году подписала документ о признании светлейшего князя и царевича Нугзара Петровича Багратион-Грузинского главой дома Багратионов, тем самым подтвердив его высшие царские претензии со стороны ветви Багратион-Грузинских, передав им власть над Имеретинским царским домом.